# Episodi di Big Hero 6 - La serie (terza stagione)
La terza e ultima stagione della serie animata Big Hero 6 - La serie è stata trasmessa sui canali statunitense Disney Channel dal 21 settembre 2020. In Italia è stata pubblicata su Disney+ il 10 novembre 2021.
| nº (assoluto) | nº (stagione) | Titolo originale                          | Titolo italiano                                         | Prima TV USA      | Prima TV Italia  |
| ------------- | ------------- | ----------------------------------------- | ------------------------------------------------------- | ----------------- | ---------------- |
| 51            | 1             | Internabout                               | Il pIzza party-torium dell'Iper-ippopotamo              | 21 settembre 2020 | 10 novembre 2021 |
| 52            | 2             | Mayor for a Day / The Dog Craze of Summer | Sindaco per un giorno / Smania di cani estiva           | 28 settembre 2020 | 10 novembre 2021 |
| 53            | 3             | Trading Chips / Mini Noodle Burger Max    | La negoziazione delle patatine / Mini Noodle Burger Max | 5 ottobre 2020    | 10 novembre 2021 |
| 54            | 4             | A Friendly Face / Big Chibi 6             | Un viso amichevole / Big Chibi 6                        | 12 ottobre 2020   | 10 novembre 2021 |
| 55            | 5             | Cobra and Mongoose / Better Off Fred      | Il cobra e la mangusta / Meglio senza Fred              | 26 ottobre 2020   | 10 novembre 2021 |
| 56            | 6             | Big Hero Battle / Go Go the Woweroo       | La battaglia dei Big Hero / Go Go la Woweroo            | 2 novembre 2020   | 10 novembre 2021 |
| 57            | 7             | The New Nega-Globby / De-Based            | Il nuovo Nega-Viscidino / De-gradato                    | 9 novembre 2020   | 10 novembre 2021 |
| 58            | 8             | The MiSFIT / Return to Sycorax            | Disadattato / Ritorno a Sycorax                         | 1º febbraio 2021  | 10 novembre 2021 |
| 59            | 9             | A Fresh Sparkles / Noodle Burger Ploy     | Scintille fresche / Lo stratagemma di Noodle Burger Boy | 8 febbraio 2021   | 10 novembre 2021 |
| 60            | 10            | Krei-oke Night / The Mascot Upshot        | Krei-oke / Una famiglia è una famiglia                  | 15 febbraio 2021  | 10 novembre 2021 |